# Pimelea ignota
Pimelea ignota är en tibastväxtart som beskrevs av Colin James Burrows och Courtney. Pimelea ignota ingår i släktet Pimelea och familjen tibastväxter. Inga underarter finns listade i Catalogue of Life.